# Marie Sablairolles

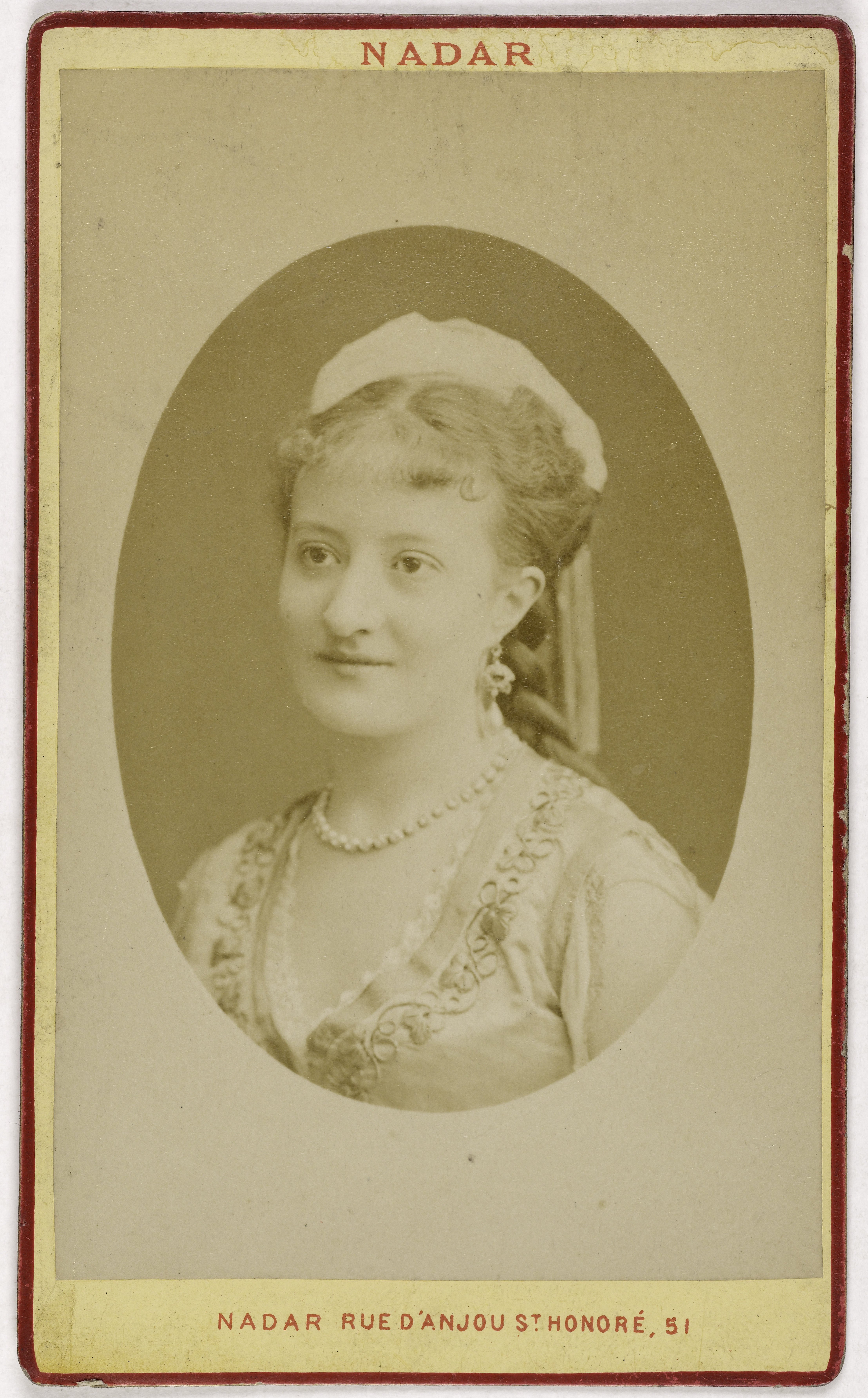
Marie Sabliarolles tussen 1875-1890

Catharina Maria (Marie) Sablairolles (Amsterdam, 2 mei 1855 – na 2 mei 1935) was een Nederlands actrice en sopraan, soms zangeres op het gebied van variété.
Zij was dochter van toneelspeelster Suzanna Sablairolles en achteraf erkend vader acteur Pierre August Morin. In juni 1875 werd door Antoine Augustin Pitiot uit Sainte Chamond en Sablairolles een huwelijk aangekondigd, maar vlak daarna overleed hij (10 juli 1875). Ze trouwde in 1877 met Victor Caisso die als operazanger werkzaam was in de Koninklijke Muntschouwburg; in 1877 heet ze tijdens een aangekondigd concert met Willem Kes (medepensionaire) Caisso-Sablairolles.
Ze kreeg haar opleiding aan de Toneelschool van de Maatschappij tot Nut van het Algemeen en de Amsterdamse Muziekschool. Daarbij viel ze zo op dat ze met een koninklijke beurs (élève-pensionaire) verder kon studeren in Brussel bij Georges Cabel; het is dan 1873. Medestudent aldaar was Francisca Stoetz. Ze kreeg er les in chanteuse-légère en opéra-comique. In genoemd jaar trad ze ook op aan het hof. Violist Henryk Wieniawski noemde haar stem in 1874 bij een optreden op Paleis Het Loo "zuivere hoogst aantrekkelijk" en zag haar als volleerd artiest.  Even later zat ze met Wieniawski en pianist Henri Völlmar op het podium; de advertenties meldden toen “Hofzangeres”.  Een paar jaar later stond ze op de podium in Parijs, waaronder dat van Tháâre Lyrique. Ze verbleef er jaren; en volgde haar man op de tournee door Nederlands-Indië.
In 1897 vertrok ze terug naar Brussel om er zang-, declamatie- en speelles te gaan geven aan het conservatorium (professoraat). Daar vanuit stond ze af en toe weer op Nederlandse podia zoals in 1917 in het Kurhaus begeleid door het Residentie Orkest, ook zong ze bij bioscoopvoorstellingen opera’s (1924). Op die manier begeleidde ze ook Madam sans-gêne met Gloria Swanson. In dat jaar sloot ze zich aan bij Cabaret Pisuisse, dat al snel ter ziele ging vanwege het overlijden van Pisuisse. Ze bleef echter vanuit Brussel zingen. De Telegraaf van 2 mei 1935 besteedde nog aandacht aan haar tachtigste verjaardag; ook toen gaf ze nog zangles. Na genoemde mededeling werd niets meer van haar vernomen.
- Bibliothèque nationale de France: cb17362839m (data)
- Virtual International Authority File: 2168105421043321723